# Запаздывание
Запаздывание (лаг затвора) — задержка между нажатием на спусковую кнопку фотоаппарата и фактическим открытием затвора. Затрудняет съёмку быстротекущих событий и подвижных объектов.
Складывается из:
- Времени срабатывания автофокуса у оснащённых им камер, преодолевается предварительной наводкой на резкость.
- Времени подъёма зеркала у однообъективных зеркальных фотоаппаратов — у профессиональных моделей возможен предварительный подъём зеркала, с потерей функциональности зеркального видоискателя.
- Задержки показа изображения на электронном видоискателе цифрового фотоаппарата. Преодолевается использованием оптического визира при его наличии. В современных фотоаппаратах проблема неактуальна, поскольку порождалась низким быстродействием процессоров, увеличенным в новых моделях.

Наименьшей временной задержкой обладают дальномерные и шкальные фотоаппараты, не требующие никаких действий перед срабатыванием затвора. Минимальный лаг обеспечивают также однообъективные зеркальные фотоаппараты с неподвижным полупрозрачным зеркалом, например «Canon Pellix».